# Márjanets
Márjanets (en ucraniano: Марганець, romanizado: Márhanets, lit. 'manganeso') es una ciudad minera ucraniana perteneciente al óblast de Dnipropetrovsk. Situado en el centro del país, es parte del raión de Níkopol y del municipio (hromada) homónimo.

## Toponimia
El nombre de la ciudad en ruso es Márganets (en ruso: Марганец). Márjanets se fundó en el lugar de Jorodishche, que se llamó Komintern (en ruso: Коминтерн) de 1926 a 1938. 

## Geografía
Márjanets está situada en la orilla derecha del embalse de Kajovka en el río Dniéper, 21 km al noreste de Níkopol y 93 km de Dnipró. 

### Clima
El clima de Márjanets es continental húmedo con veranos calurosos. El verano es mayormente caluroso y seco, el invierno es templado y tiene poca nieve. 
| Parámetros climáticos promedio de Márjanets (2006-2014) | Parámetros climáticos promedio de Márjanets (2006-2014) | Parámetros climáticos promedio de Márjanets (2006-2014) | Parámetros climáticos promedio de Márjanets (2006-2014) | Parámetros climáticos promedio de Márjanets (2006-2014) | Parámetros climáticos promedio de Márjanets (2006-2014) | Parámetros climáticos promedio de Márjanets (2006-2014) | Parámetros climáticos promedio de Márjanets (2006-2014) | Parámetros climáticos promedio de Márjanets (2006-2014) | Parámetros climáticos promedio de Márjanets (2006-2014) | Parámetros climáticos promedio de Márjanets (2006-2014) | Parámetros climáticos promedio de Márjanets (2006-2014) | Parámetros climáticos promedio de Márjanets (2006-2014) | Parámetros climáticos promedio de Márjanets (2006-2014) |
| Mes                                                     | Ene.                                                    | Feb.                                                    | Mar.                                                    | Abr.                                                    | May.                                                    | Jun.                                                    | Jul.                                                    | Ago.                                                    | Sep.                                                    | Oct.                                                    | Nov.                                                    | Dic.                                                    | Anual                                                   |
| ------------------------------------------------------- | ------------------------------------------------------- | ------------------------------------------------------- | ------------------------------------------------------- | ------------------------------------------------------- | ------------------------------------------------------- | ------------------------------------------------------- | ------------------------------------------------------- | ------------------------------------------------------- | ------------------------------------------------------- | ------------------------------------------------------- | ------------------------------------------------------- | ------------------------------------------------------- | ------------------------------------------------------- |
| Temp. máx. media (°C)                                   | −2                                                      | −1                                                      | 4                                                       | 13                                                      | 21                                                      | 24                                                      | 25                                                      | 25                                                      | 20                                                      | 12                                                      | 4                                                       | 0                                                       | 12                                                      |
| Temp. media (°C)                                        | −5.5                                                    | −4.1                                                    | 0.8                                                     | 9.4                                                     | 16.0                                                    | 19.6                                                    | 21.3                                                    | 20.6                                                    | 15.4                                                    | 8.4                                                     | 2.5                                                     | −2.1                                                    | 8.5                                                     |
| Temp. mín. media (°C)                                   | −7                                                      | −6                                                      | −1                                                      | 5                                                       | 11                                                      | 15                                                      | 16                                                      | 15                                                      | 11                                                      | 5                                                       | 1                                                       | −3                                                      | 5                                                       |
| Lluvias (mm)                                            | 45                                                      | 36                                                      | 34                                                      | 38                                                      | 45                                                      | 59                                                      | 56                                                      | 37                                                      | 36                                                      | 32                                                      | 42                                                      | 52                                                      | 513                                                     |
| Fuente:                                                 |                                                         |                                                         |                                                         |                                                         |                                                         |                                                         |                                                         |                                                         |                                                         |                                                         |                                                         |                                                         |                                                         |

## Historia
Márhanets fue en sus inicios la localidad de Tomakivka Sich del Sich de Zaporiyia, fundada en la isla Tomakivka y destruida por los tártaros tras la rebelión de Kosiński en 1593. 
Los cosacos se instalaron en la época de Catalina II de Rusia. El desarrollo de la región condujo al descubrimiento de yacimientos de manganeso. La primera mina de la región fue abierta en la antigua localidad cosaca de Jorodishche. 
En 1938, Márjanets fue fundada por la unión de varias aldeas de trabajadores. 
Durante la Segunda Guerra Mundial, Márjanets estuvo bajo ocupación alemana desde el 17 de agosto de 1941 hasta el 5 de febrero de 1944, administrado como parte del Comisariado Imperial de Ucrania. Los alemanes operaron un campo de trabajos forzados en la ciudad.
El 12 de octubre de 2010, al menos 42 personas murieron en el accidente de tren de Márjanets.
Hasta el 18 de julio de 2020, Márjanets sirvió como ciudad de importancia regional. El estatus fue abolido en julio de 2020 como parte de la reforma administrativa de Ucrania, que redujo el número de raiones del óblast de Dnipropetrovsk a siete. La ciudad se fusionó con el raión de Níkopol.

## Demografía
La evolución de la población de Márjanets entre 1939 y 2022 fue la siguiente:
| 20 723                                                        | 34 422 | 46 905 | 50 328 | 54 391 | 49 592 | 48 845 | 48 739 | 48 546 | 47 812 | 44 980 |
| (Fuente: Cities & Towns of Ukraine y UKRAINE: Größere Städte) |        |        |        |        |        |        |        |        |        |        |

Según el censo de 2001, el 77,46% de la población son ucranianos y el 19,85% son rusos. En cuanto al idioma, la lengua materna de la mayoría de los habitantes, el 71,81%, es el ucraniano; del 27%, el ruso.

## Economía
La economía de Márjanets se basa en la empresa Combinado de Minería y Enriquecimiento de Márjanets, que produce minerales de manganeso y concentrados utilizados en la industria del acero. La empresa empleaba directamente a 5.970 personas en 2009.

## Infraestructura

### Transporte
Márjanets tiene una estación de tren del mismo nombre en la línea Apóstolove-Zaporiyia. La autopista H23 Zaporiyia-Kropivnitski de importancia nacional pasa por la ciudad. 

## Galería

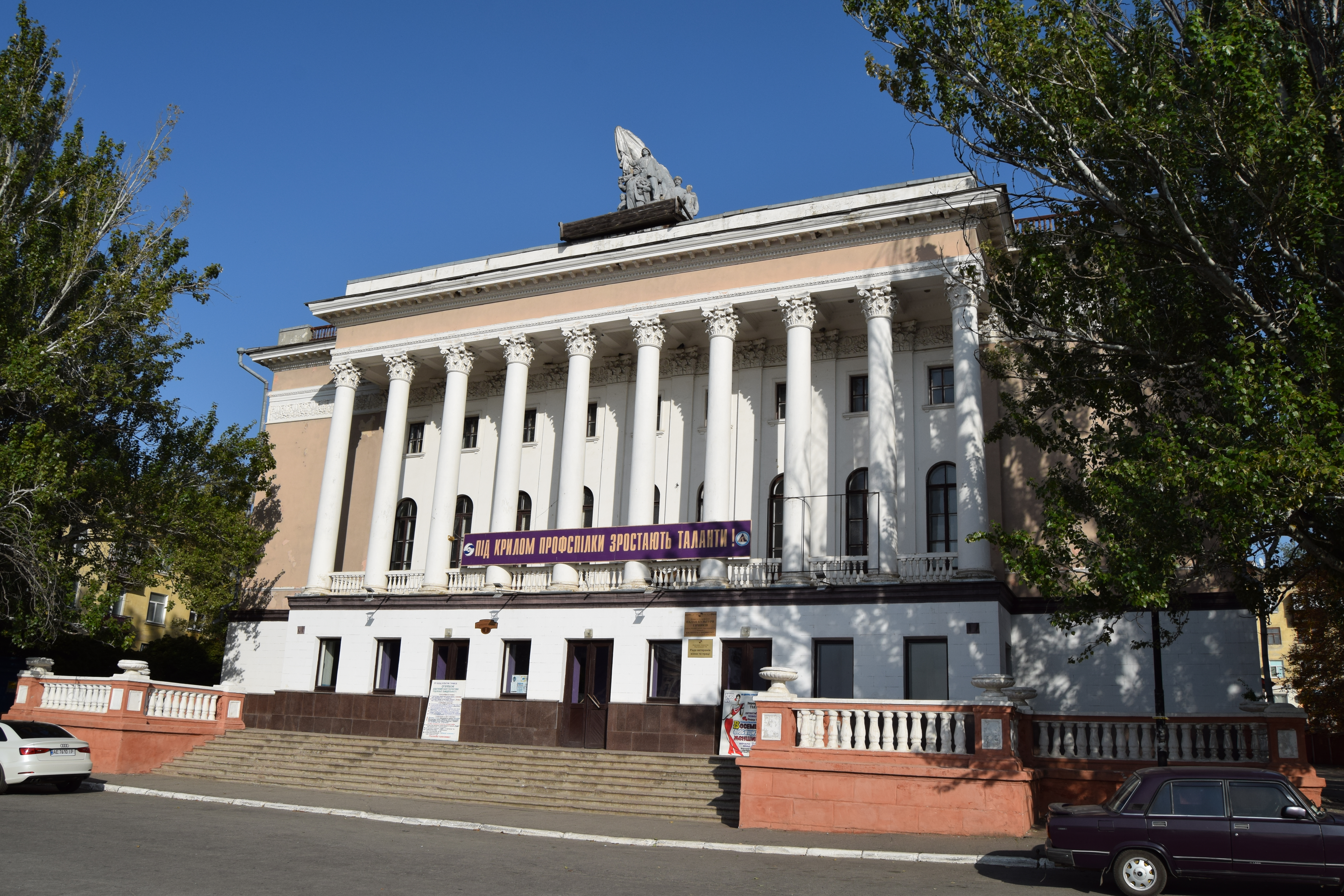
Palacio de Cultura de Márjanets
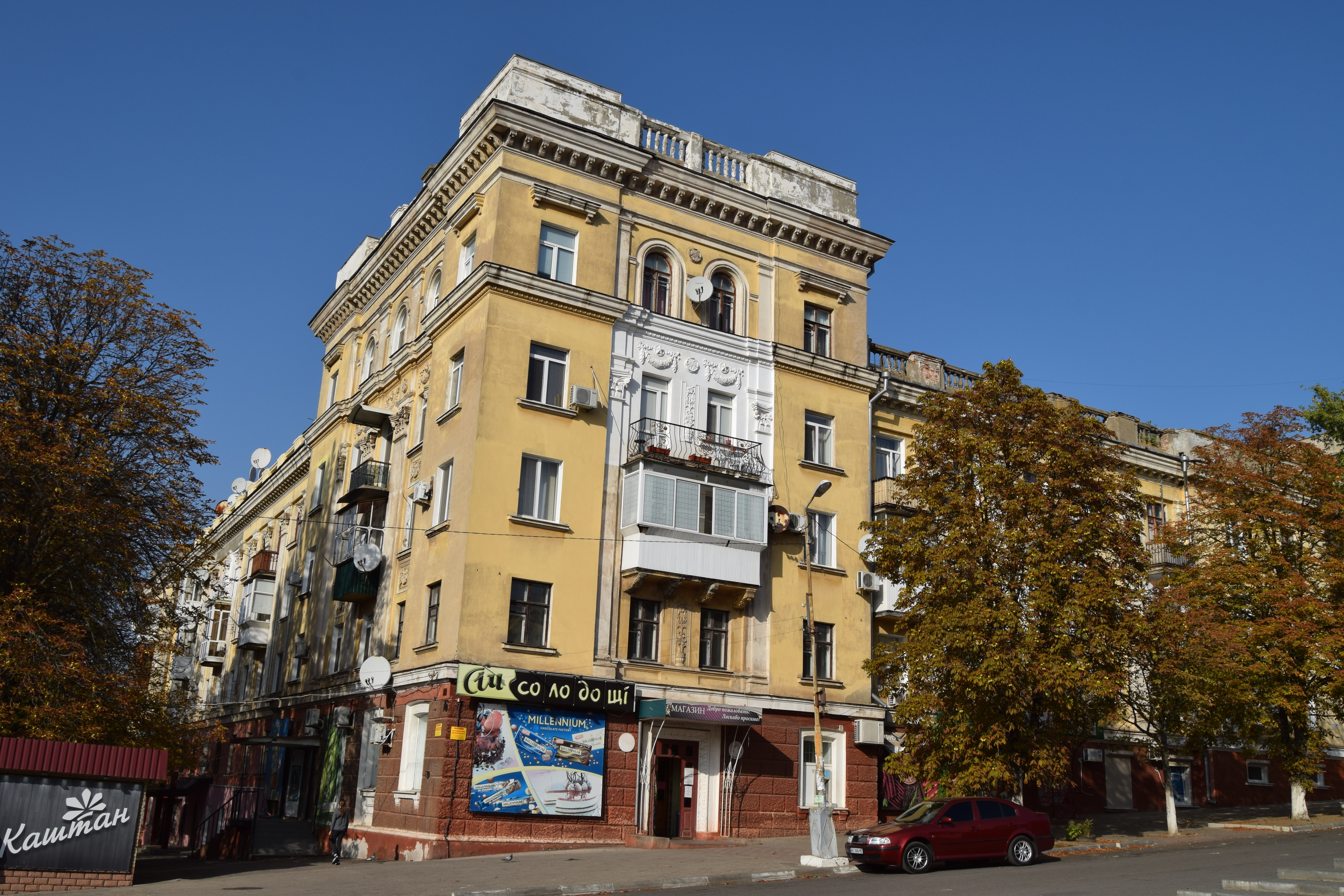
Edificios de la ciudad
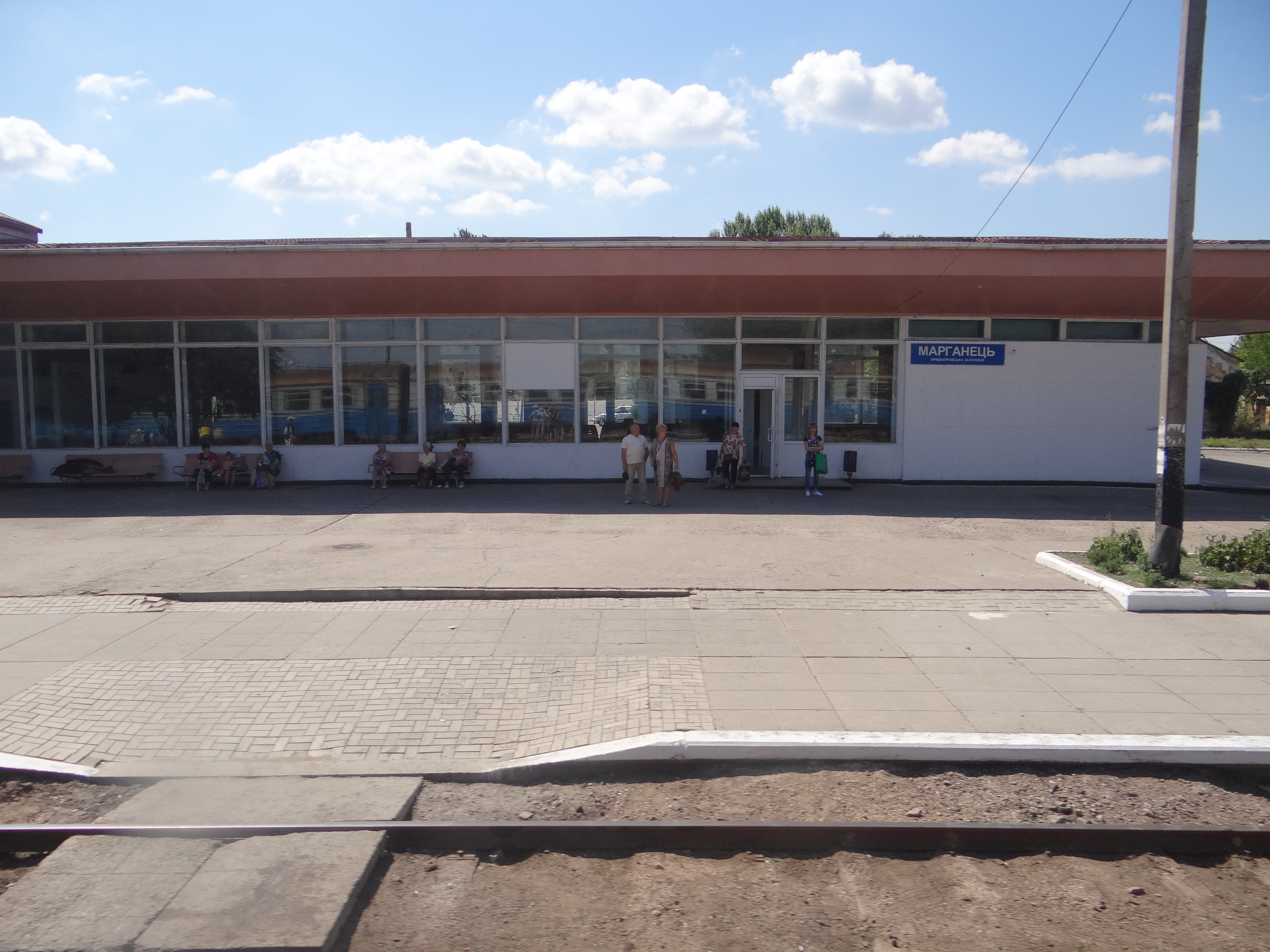
Estación de trenes de Márjanets
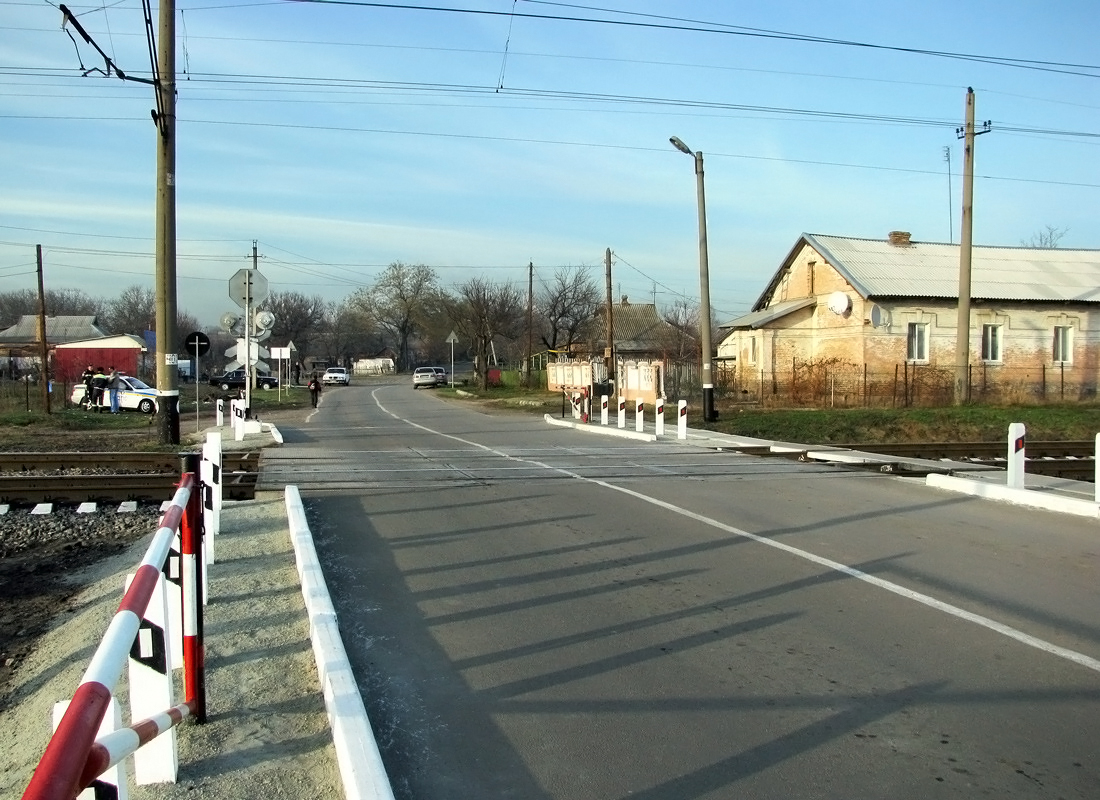
Paso a nivel donde ocurrió el accidente de 2010